# Shangzhi
Shangzhi (尚志市S, ShàngzhìP) è una città-contea della Cina, situata nella provincia di Heilongjiang e amministrata dalla prefettura di Harbin.